# Syjonizm religijny

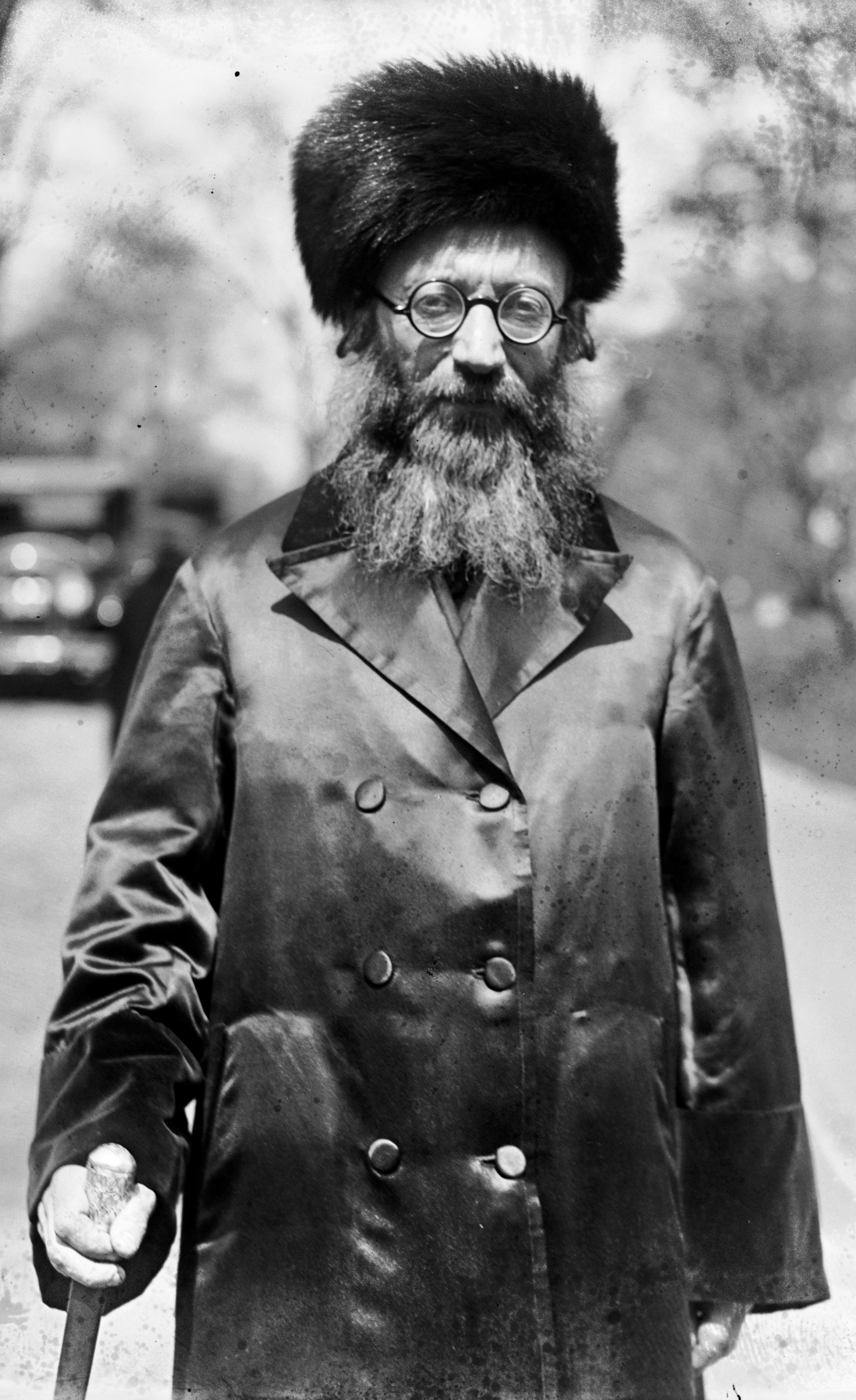
Twórca podwalin pod syjonizm religijny Awraham Kuk

Syjonizm religijny lub syjonizm narodowo-religijny (hebr. ציונות דתית, cijonut datit, ציונות דתית לאומית, cijonut datit leumit) – nurt w ruchu syjonistycznym, a współcześnie ideologia polityczna, początkowo zakładająca, że naród żydowski powinien politycznie i religijnie opierać się na niezależnym państwie, języku, kulturze; wedle którego powrót do Ziemi Izraela i jej zasiedlanie był obowiązkiem Żydów. Od 1967 roku, kiedy na skutek wojny sześciodniowej Izrael zdobył Zachodni Brzeg, Wzgórza Golan, Gazę i Synaj, religijni syjoniści przeszli od postaw pasywnych do aktywnych i mesjanistycznych, to znaczy uznali, że obowiązkiem religijnym Żydów jest jak najszybsze zasiedlenie „terenów wyzwolonych” w celu przyspieszenia przyjścia Mesjasza. To reprezentanci tej ideologii rozpoczęli zakładanie osiedli żydowskich w Judei i Samarii, Gazie i na Synaju.
Najważniejszym myślicielem syjonizmu religijnego był mistyk i talmudysta rabin Awraham Icchak ha-Kohen Kuk. To jego uważa się za twórcę podwalin ideologicznych pod myśl społeczno-polityczną religijnego syjonizmu. Jednak przed nim prekursorami myśli religijnego syjonizmu byli rabin Cwi Hirsz Kaliszer, rabin Meir Bar-Ilan czy rabin Samuel Chaim Landau. W latach 60. i 70. XX wieku ideologiem religijnego syjonizmu był rabin Cwi Jehuda Kuk, a główną jesziwą związaną z ruchem była jesziwa Merkaz ha-Raw.
W 1902 roku powstało pierwsze polityczne ciało religijnych syjonistów w ramach Światowej Organizacji Syjonistycznej – Mizrachi. Od 1956 roku główną partią nurtu religijnego syjonizmu była Narodowa Partia Religijna. Od końcówki lat 70. XX wieku pojawiać się zaczęły inne partie narodowo-religijne jak Techijja, Morasza, Meimad, Moledet, Unia Narodowa, Tekuma. Od 2008 roku główną reprezentantką Żydów narodowo-religijnych jest partia Żydowski Dom, która od 2019 roku razem z Unią Narodową tworzy Unię Partii Prawicowych. Radykalne skrzydło religijnego syjonizmu, wręcz kahanizmu, reprezentuje Żydowska Siła.
Religijni syjoniści różnią się wewnętrznie pod względem religijności i poglądów politycznych. Są to grupy począwszy od narodowych ortodoksów (chardalim), umiarkowanych nacjonalistów (datijim leumijim), nowoczesną ortodoksję i środowiska liberalne.
Współcześnie liczbę osób określających się jako religijni syjoniści szacuje się na od 600 000 do 700 000 osób.

## Prekursorzy

### rabin Jehuda Alkalai

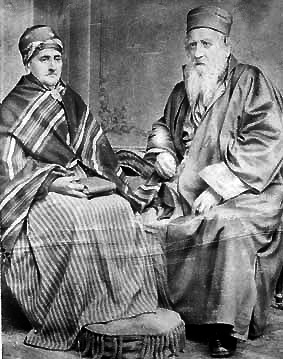
Jehuda Szlomo Alkalai z żoną

Urodzony w 1798 roku w Sarajewie Alkalai był bardzo związany z lokalnymi społecznościami żydowskimi, m.in. kabalistami. W trakcie swojego życia był świadkiem powstań narodowo-wyzwoleńczych Greków i Serbów wymierzonych we władze osmańskie. Wywarły one wpływ na myśl Alkalaia. W 1834 roku wydał broszurę zatytułowaną Szma Jisra’el, w której zachęcał do tworzenia pierwszych żydowskich osad w Palestynie, które miałyby stanowić wstęp do ery odkupienia. Twierdził, że wsparcie i przyspieszenie przyjścia Mesjasza przez ludzi jest możliwe, a Żydzi pod wodzą pierwszego Mesjasza, syna Józefa, są w stanie zdobyć wolą i siłą Ziemię Izraela. W 1840 roku Żydzi zamieszkujący Damaszek zostali oskarżeni o mordy rytualne, co przekonało Alkalaia o tym, iż wyznawcy judaizmu będą bezpieczni tylko wtedy, kiedy zasiedlą Palestynę. Od tej pory zaangażował się w propagowanie idei powrotu z wygnania wśród Żydów Europy Wschodniej i Południowej. W 1843 roku wydał Trzecie odkupienie. Pisał w nim, że Żydzi mogą zostać nazwani Izraelem tylko na ziemi obiecanej przez Boga, dlatego muszą wziąć udział w trzecim odkupieniu. Miałoby się ono odbyć poprzez podbój Palestyny, która była, według Alkalaia, wówczas zaniedbana i doprowadzona do ruiny. Wobec tego każdy stoi przed dwoma typami powrotu: indywidualnym i zbiorowym. Ten pierwszy związany jest z duchowym, wewnętrznym przygotowaniem się do powrotu do Ziemi Izraela. Drugi z kolei wiąże się ze zjednoczeniem i masowym powrotem do Palestyny. W tym celu Żydzi muszą wybrać swoich przywódców, stworzyć międzynarodowy organ reprezentacyjny. Będzie to pierwszy krok ku odkupieniu, wtedy też nadejdzie syn Józefa.

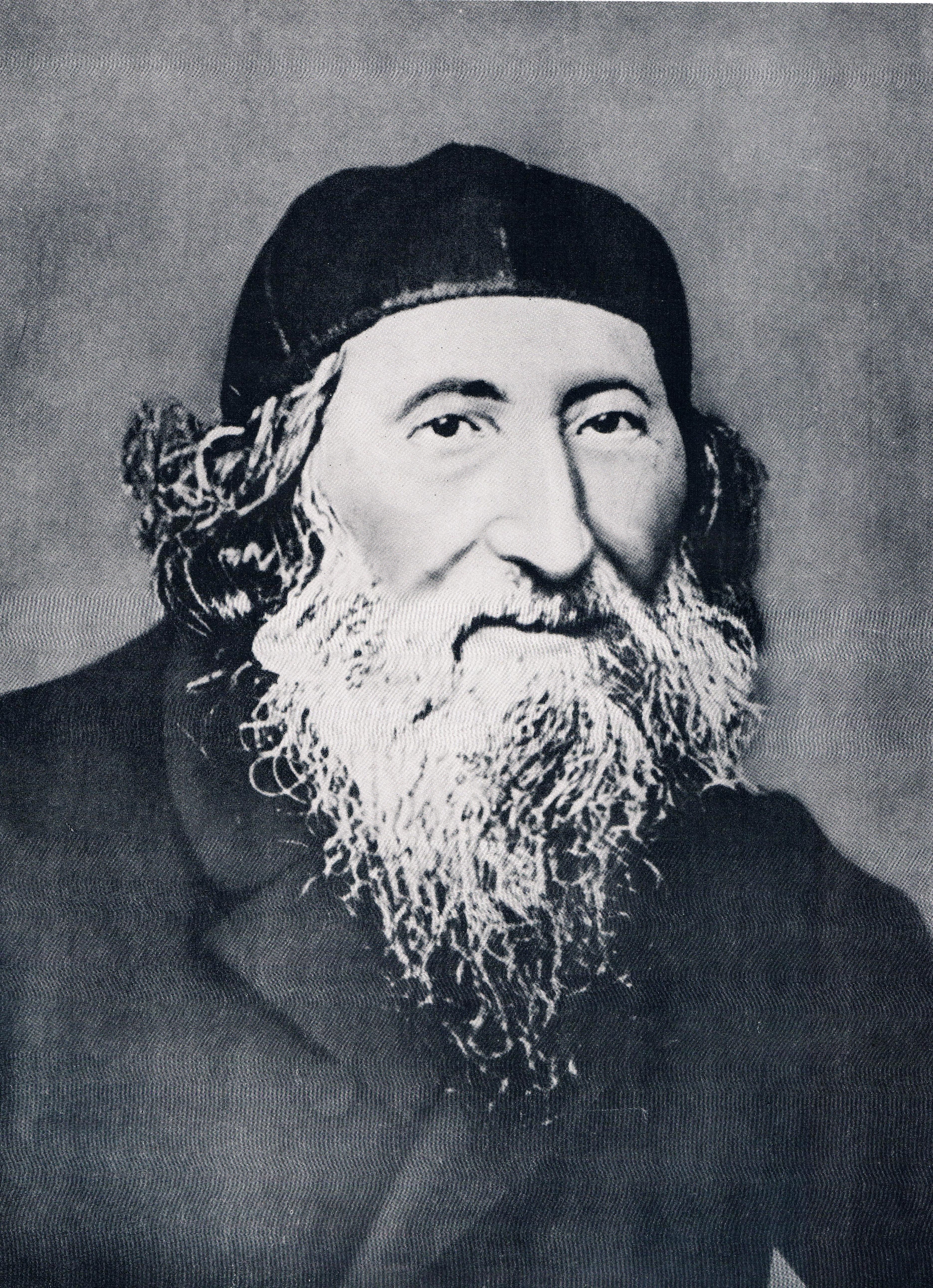
Cwi Hirsz Kaliszer

### rabin Cwi Hirsz Kaliszer
Kaliszer urodził się w Poznaniu i podobnie jak Alkalai był świadkiem narodzin i rozwoju polskiego nacjonalizmu. Doświadczył polskich wysiłków na rzecz budowania świadomości narodowej. W swoich naukach koncentrował się w szczególności na relacji Żydów z Ziemią Izraela. Twierdził, że początek odkupienia nastanie wraz z podjęciem działań przez wyznawców judaizmu, którzy powinni powrócić do Palestyny. Pisał o potrzebie zaangażowania filantropów w powrót oraz poszukiwania wsparcia międzynarodowego. Jednak odkupienie nie przyjdzie od razu, jest ono długim procesem. Wygnanie jest próbą Żydów, którą muszą przezwyciężyć. Żydzi, którzy dotychczas studiowali Torę i jej przykazania, musza teraz wyjechać do Palestyny, budować i zasiedlać ją. To będzie wyrazem prawdziwej religijności, a nie przeciwdziałanie temu. Bez farm, miast i wsi odkupienie się nie rozpocznie. Praca na roli pozwoli na powrót do korzeni i praktykowanie religii. To zbuduje żydowską godność i siłę. Kaliszer twierdził, że Żydzi, tak jak Polacy, Włosi i Węgrzy, powinni walczyć o swoją niepodległość, ponieważ dotychczasowa bezczynność jest wstydem. Niezbędne jest także wsparcie od bogatych, ponieważ mogą oni swym majątkiem wesprzeć biednych Żydów, którzy przybywać będą do Ziemi Izraela.

## Historia

### Początki w ruchu syjonistycznym - rabin Reines i Mizrachi

Logo ruchu Mizrachi z Transylwanii

Religijni syjoniści chcieli przerwać dotychczasową bierność wyznawców judaizmu w diasporze. Uznali, że należy odrzucić dotychczasowe oczekiwanie na przyjście odkupienia i Mesjasza. Zanegowali galut, czyli dotychczasowe życie na wygnaniu, oraz podkreślili jego negatywny wpływ na żydowską duchowość, kulturę, etykę. Religijni syjoniści postrzegali diasporę jako byt nienormalny, który swoimi warunkami negował żydowską niezależność i prawdziwą tożsamość. Syjonizm, dla nich, był ruchem mającym przekształcić bezterytorialną egzystencję w narodową niezależność. Religijni syjoniści podkreślali potrzebę zjednoczenia wszystkich Żydów w celu utworzenia niezależnego bytu państwowego. W 1902 roku w Wilnie powołano do życia ruch Mizrachi (hebr. מזרח''י, akronim od Merkaz Ruchani, czyli Centrum Duchowe). Jednak w ruchu syjonistycznym działała od 1901 roku. Była to pierwsza organizacja, która reprezentowała religijnych sympatyków syjonizmu w świeckim ruchu Herzla. Jednym z założycieli Mizrachi był rabin Icchak Ja’akow Reines. Nie zgadzał się z tym, żeby syjonizm ingerował w aspekty kulturalno-edukacyjne Żydów. Powstrzymanie tego trendu było jedną z przyczyn powstania organizacji. Reines uważał jednak, że syjonizm jest potrzebnym ruchem. Nie nadawał mu mesjańskiego znaczenia, ale podkreślał, że może uchronić Żydów przed skutkami rosnącego w Europie antysemityzmu. Syjonizm nie był herezją i nie mógł nią być według Reinesa. Uważał, że Bóg wpływa na historię i ludzi z zewnątrz i wewnątrz. Zatem każde działanie człowieka ma w sobie cząstkę świętości, a co za tym idzie, nie może być bluźnierstwem. Reines oskarżany był przez kręgi ortodoksyjne za współpracę z odstępcami od wiary. Sam jednak mówił, iż współpraca ta opiera się na kwestiach technicznych niż duchowo-religijnych. Sam postrzegał świeckość i odejście od wiary jako trend tymczasowy. Jeszcze w 1902 roku ogłosił, że Mizrachi ma pomóc wprowadzić Żydów ortodoksyjnych do Organizacji Syjonistycznej oraz stać się przez to ośrodkiem wpływu na Żydów ze Wschodniej Europy. Chciał także pogłębiać duchowość syjonistów tak, aby powrócili do judaizmu. Od początku jednak w ruchu pojawiły się dwa stronnictwa. Jedno widziało Mizrachi jako nadzorcę Organizacji Syjonistycznej, aby nie została zdominowana przez „wolnomyślicieli”, drugie natomiast uważało, że trzeba zaangażować się w konstruktywną działalność jak edukacja i osadnictwo.
Pierwsi rabini związani z ruchem Mizrachi postrzegali judaizm jako element konstytuujący żydowską narodowość, etnos. Uważali oni, że skoro Bóg powołał do życia naród żydowski poprzez przymierza z nim, ustanawiając przy tym rytuały, moralność, etykę, to można to uznać za atrybuty stanowiące o odrębności narodowej. Religia stała się zatem czynnikiem tworzącym naród. Co więcej, judaizm jawił się dla wielu religijnych syjonistów religia narodowa od samych jej początków, co stanowi o wyjątkowości Żydów. Przez to Żydzi stawali się jednocześnie wyznawcami religii oraz narodem w jednym. Według rabina Jehudy Lejba Fiszmana judaizm stanowił o indywidualnej godności i unikalnej wspólnocie jednocześnie. Dla religijnych syjonistów to Tora, a nie świecka ideologia, stanowi o tym, że Żydzi są narodem.

### Plan ugandyjski
W latach 1903–1905 w Organizacji Syjonistycznej dyskutowano plan utworzenia państwa dla Żydów w Ugandzie. W 1902 roku Herzl poznał Josepha Chamberlaina, który wówczas pełnił rolę ministra ds. kolonii. Zaproponował on przywódcy syjonistów możliwość osiedlenia Żydów właśnie we wschodniej części Afryki. Brytyjczycy uważali, że był to teren do zaakceptowania pod względem klimatu dla Europejczyków oraz może pomieścić imigrantów z tego kontynentu. Plan ugandyjski poddany został stanowczej krytyce przez wielu syjonistów i doprowadził do poważnego kryzysu w ruchu. Propozycja Ugandy została zaakceptowana jednak przez Mizrachi i Reinesa. Twierdzili oni, że syjonizm ma na celu uchronić Żydów przed pogromami, czyli stworzyć dla nich bezpieczne schronienie. Mizrachi postrzegała masowe i nagłe osadnictwo w Palestynie za zagrożenie dla społeczności żydowskiej, które może doprowadzić do pogłębienia istniejących już podziałów. Osiedlenie się w Ugandzie mogłoby zniwelować nierówności i stanowić sprawdzian dla przyszłej państwowości. Doszło do sytuacji, w której świeckie środowiska skrytykowały Herzla za plan ugandyjski i odwrócenie się od Ziemi Izraela, a zakorzenione w tradycji środowiska religijne wsparły Herzla w ewentualnej zmianie miejsca pod przyszłe państwo. Wsparcie Herzla przez Reinesa doprowadziło do osłabienia poparcia dla Mizrachi na kolejnych kongresach syjonistycznych.

### Ha-Poel ha-Mizrachi, Samuel Chaim Landau i Tora wa-Awoda
Religijny syjonizm był od swojego początku wiązany z ówczesną klasą średnią. Utworzenie religijno-pracowniczego ruchu nie było priorytetem. Co więcej, funkcjonujące w tamtych czasach ruchy robotnicze były związane z socjalizmem, który nie był postrzegany za religijny. Wiązało się to też z wcielaniem w życie socjalistycznych ideałów, co często stało w sprzeczności z przestrzeganiem Tory. Ustanowienie pracowniczego ruchu wewnątrz religijnego syjonizmu wiązało się zatem z wysiłkiem łączącym przykazania i pracę na roli. W 1921 miało miejsce spotkanie założycielskie Ha-Poel ha-Mizrachi w Tel Awiwie. A za oficjalną datę powstania uważa się 1922 rok. Od początku ruch zmagał się z takimi samymi problemami praw pracowniczych czy finansowaniem działalności jak inne organizacje pracownicze. Jednak organizacje afiliowane przy Histadrucie zaczęły sprawiać problemy religijnym pracownikom w działalności zawodowej. To zmusiło członków Ha-Poel ha-Mizrachi do ukształtowania własnej idei pracy i etyki pracy. Zaczęto postrzegać pracę fizyczną jako panaceum na mentalność diaspory, element uzdrawiający ciało i duszę. Zaczęto hołdować takim wartościom jak produktywność, pracowitość, przedsiębiorczość i samoodkupienie. Uważano, że wyjątkowość Ziemi Izraela nie jest dana dla tych, którzy znajdują się z dala od niej, ale dla tych pracujących w niej na roli. Dla członków Ha-Poel ha-Mizrachi Tora była wskazywała drogę w każdej dziedzinie życia, a ich praca pozwalała na rozprzestrzenianie się tych idei w Palestynie.
Jednym z głównych twórców myśli Ha-Poel ha-Mizrachi był Samuel Chaim Landau. Jego twórczość przyczyniła się do narodzin koncepcji Tora wa-Awoda, czyli Tora i Praca. Zgodnie z nią, Tora miała być podstawą wszystkich aspektów życia i pracy w Ziemi Izraela. Odrodzenie Żydów nie było możliwe bez połączenia religii i ciężkiej pracy. Realizacją tych założeń miały być m.in. wspólnoty rolnicze. W tej koncepcji Tora stawała się zbiorem praw i nośnikiem ducha narodowego. Praca natomiast nie powinna ograniczać się do aspektu czysto ekonomicznego. Powinna ona wznieść się na wyższy poziom, poziom etyczny, poziom odnowy narodowej. W tym sensie będzie ona właściwie działać i przynosić pożądane skutki. Praca, według Landaua, miała być fundamentem powstania narodu. Zatem naczelnym celem idei Tora wa-Awoda jest odbudowa narodu poprzez pracę.
Mimo problemów z otrzymaniem ziemi dla osadników i utrudnień przy otrzymaniu funduszy na działalność Ha-Poel ha-Mizrachi zaangażował się w tworzenie osiedli rolniczych w Palestynie. W 1927 roku ruch otrzymał pierwszy raz ziemię pod budowę. Do końca lat 30. XX wieku Ha-Poel ha-Mizrachi utworzył takie moszawy jak: Kfar Chasidim, Kfar Pines, Kfar Awraham, Kfar ha-Ro’e, Eljasziw i Kfar Ja’awec.

## Rabin Awraham Kuk - syjonizm i judaizm

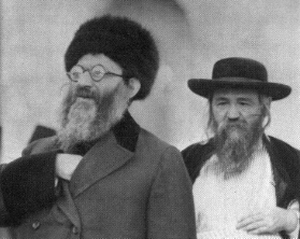
Awraham Kuk (po lewej)

Awraham Kuk urodził się w Grzywie (dzisiejsza Łotwa) w 1865 roku w chasydzkiej rodzinie. Jego ojciec był znanym uczonym w Torze. Awraham studiował w jesziwie w Wołożynie, był rabinem w kilku litewskich gminach żydowskich, a w 1904 roku wyjechał do Palestyny. Tam był został rabinem w Jafie, a w 1920 roku został rabinem Jerozolimy. W 1921 został mianowany pierwszym aszkenazyjskim rabinem Mandatu Palestyny. Trzy lata później założył w Jerozolimie jesziwę znaną dzisiaj jako Merkaz ha-Raw (ha-Raw to tytularne określenie Kuka, a nazwa jesziwy dosłownie oznacza Centrum Rabina Kuka). Kuk był także kabalistą, który podążał za naukami Gaona z Wilna. Jego doświadczenie, pisma i poglądy uważane są za podwaliny dla syjonizmu religijnego.
Kuk postrzegał życie w diasporze za coś nienormalnego, cmentarz narodu żydowskiego. Wygnanie doprowadziło do zatarcia poczucia tożsamości narodowej i skupienie się na indywidualnym przeżywaniu religii. Jest to istotne w judaizmie, ale Kuk uważał, że innym ważnym elementem religii żydowskiej jest wspólnotowość. Taką wspólnotą był w jego poglądach naród. Naród z kolei może być postrzegany jako osoba nawiązująca interakcję z Bogiem. To, co z tej relacji wynika dla wspólnoty, jest też rezultatem dla każdego pojedynczego Żyda. Wszystko to widoczne było w historii diaspory. Zaniedbanie wspólnoty i jej relacji ze stwórcą odbiło się na sytuacji Żydów w Europie.
Ziemia Izraela w naukach Kuka jest nierozerwalnie połączona z narodem żydowskim i jednocześnie jest jego korzeniem. Wyłącznie poprzez zaangażowanie w działalność na rzecz Ziemi Izraela diaspora wzmocni się wewnętrznie i odnajdzie sens życia. Wyznawanie judaizmu w Palestynie jest zbawieniem samym w sobie. Poprzez zaangażowanie w ruch syjonistyczny Żydzi mogli połączyć sferę fizyczną z duchową. Łączność a nie jest historyczna a boska. Bóg ofiarował tę ziemię Abrahamowi, co sprawia, że osiedlanie się w Ziemi Izraela jest wypełnianiem przykazania i przybliżaniem się do zrozumienia Boga.
Akceptację dla świeckiego syjonizmu wyprowadził z koncepcji Klal Israel, która zakłada, że wszyscy Żydzi tworzą wspólnotę wiedzioną przez siły wyższe. Zatem świeccy syjoniści działali na rzecz państwa żydowskiego bezwiednie. Korespondowało to z koncepcją narodu niosącego światło innym narodom. Świeccy pionierzy mieli pokonywać przeszkody i tworzyć grunt pod przyszły kraj.
Zachodnie wartości dla Kuka symbolizowały zepsucie i fałszywość. W Przekonanie to wzmocniło się po I wojnie światowej. Oprócz tego Kuk krytykował skrajny indywidualizm, hedonizm, totalny rozdział państwo od religii. Według rabina sacrum i profanum są nierozłączne, ponieważ świętość powinna być osadzona w fizyczności. im silniejsza fizyczność, tym mocniejsze podstawy stanowi dla świętości. Pogląd ten wynikał z nauk kabalistycznych Kuka, które twierdziły, że profanum stanowi zewnętrzną manifestację duchowości. Zatem rozdział religii od państwa Kuk uznawał za obcy dla judaizmu. Zgodnie z tą myślą świecki syjonizm tworzyć miał solidne podwaliny, które wypełni duchowość i powstanie boski tron na Ziemi. Tylko Ziemia Izraela zapewnia, według Kuka, pełne wypełnienie przykazań. Dlatego należy podjąć kooperację ze wszystkimi syjonistami, bo bycie Żydem w diasporze ma wyłącznie funkcję przypominającą o prawdziwej ojczyźnie. Im większa i pełniejsza będzie kontrola Żydów nad Ziemią Izraela, tym większe błogosławieństwa będą spływać na cały świat. Ziemia Izraela, Tora Izraela oraz naród Izraela tworzą jedność, Życie bez jednego z tych elementów rabin określał mianem ciała bez duszy.

## Syjonizm religijny w Państwie Izrael

### Okres od 1949 do 1977

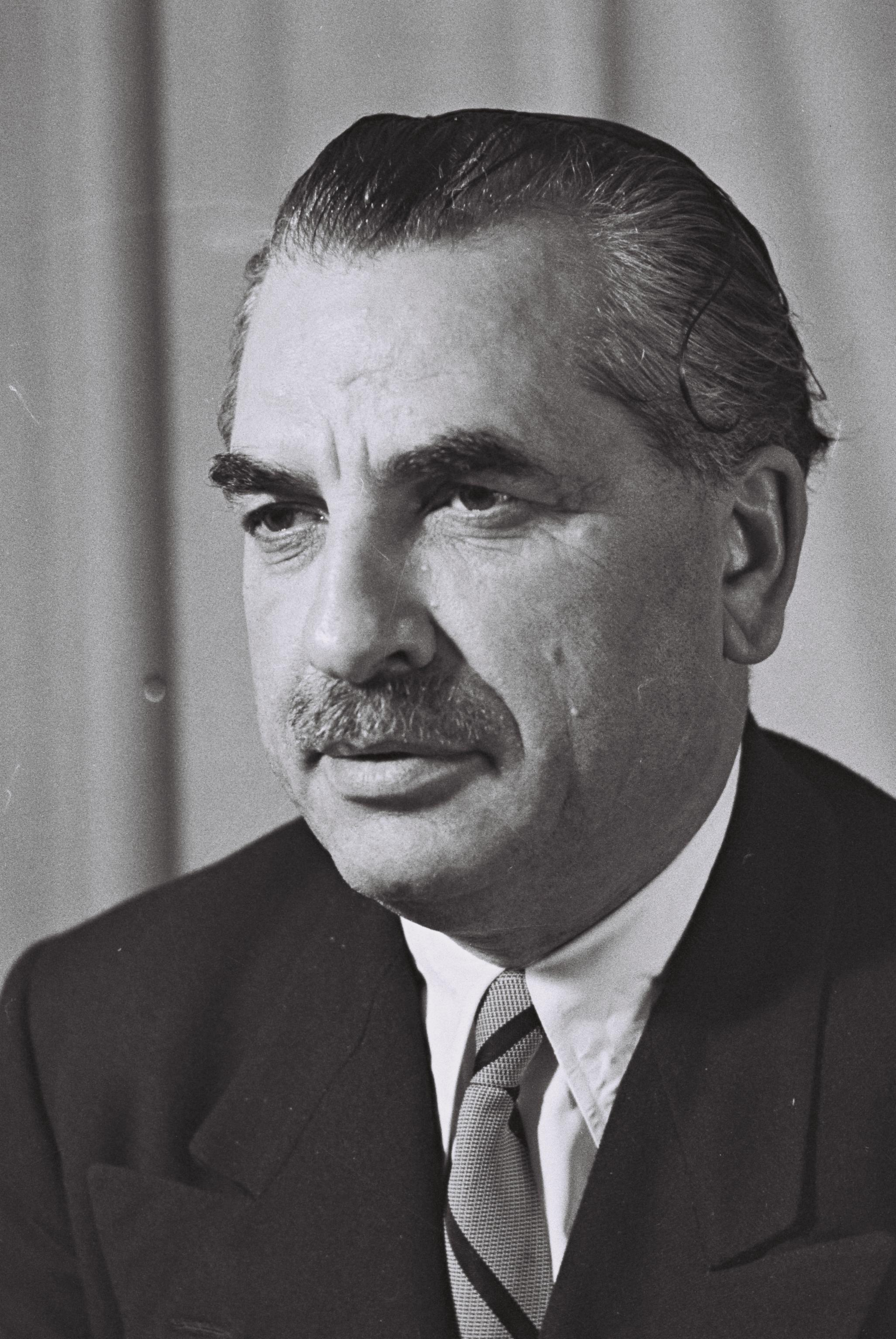
Chajjim Mosze Szapira – wieloletni minister spraw wewnętrznych z ramienia Mafdalu

Jak pisze Artur Skorek, powstanie państwa wiązało się z licznymi niewiadomymi dla Żydów ortodoksyjnych jak np. przestrzeganie szabatu, koszerność, pobór do wojska czy edukacja religijna. Partie religijnego syjonizmu: Mizrachi, Ha-Poel ha-Mizrachi oraz ortodoksyjne: Poalej Agudat Jisra’el i Agudat Jisra’el postanowiły zawrzeć koalicję wyborczą pod nazwą Zjednoczony Front Religijny. Miał on być wspólną listą religijnych Żydów, która zapewniłaby wpływ tych środowisk na rząd. Zauważono, że współpraca ze świeckimi syjonistami może przyczynić się do uwzględniania religijnych głosów przy podejmowaniu decyzji politycznych w kraju. Wspólna lista przetrwała jednak tylko wybory do Zgromadzenia Konstytucyjnego, które przekształciło się w 1949 roku w I Kneset. Wtedy też lista otrzymała 12,2% głosów, co przełożyło się na 16 miejsc w Knesecie. W wyborach z 1951 roku Mizrachi (2 mandaty - 1,5% głosów) i Ha-Poel ha-Mizrachi (8 mandatów - 6,8% głosów) wystartowały oddzielnie. W wyborach w 1955 roku obie partie religijnego syjonizmu startowały ze wspólnej listy Zjednoczonego Frontu Religijnego. Ortodoksja utworzyła Zjednoczony Front Tory. W tych wyborach religijni syjoniści otrzymali 9,1% głosów i 11 mandatów. W 1956 roku Mizrachi i Ha-Poel ha-Mizrachi uznały, że większą siłę i wpływ zapewnią sobie poprzez stworzenie jednej partii. Utworzyły one Narodową Partię Religijną, znaną też od hebrajskiego akronimu jako Mafdal, która była największą partią religijnosyjonistyczną do lat 80. i 90. XX wieku. Partia ta, w odróżnieniu od ortodoksji, nie uznawała wpływu rabinów na decyzje zapadające w partii, nie akceptowała ingerencji Naczelnego Rabinatu Izraela na programy partii religijnych. Do lat 80. rabini mieli taki sam status jak inni członkowie partii, z kolei politycy nie konsultowali wcześniej swoich decyzji z rabinami.
Do 1977 roku religijni syjoniści wchodzili do wszystkich rządów tworzonych przez partie lewicowe. Wynikało to, jak twierdzi Skorek, z pragmatyki i stawiania interesu ogólnonarodowego nad ideologię. Dodatkowo kwestie religii nie były domeną polityki Mapai. Skutkowało to w zdominowaniu Ministerstwa Spraw Religijnych czy Ministerstwa Opieki Społecznej przez religijnych syjonistów. W tym okresie Narodowa Partia Religijna była ugrupowanie reprezentującym głównie obóz religijnego syjonizmu. Elementem scalającym to środowisko były rządy lewicy, która była postrzegana za element zagrażający judaizmowi i religijności w Izraelu. Dodatkowo Mafdal postrzegała siebie jako podporę syjonistycznego przedsięwzięcia oraz nadzorcę koszerności Państwa Izrael w okresie rządów lewicy. Do 1977 roku religijni syjoniści, dzięki współpracy z lewicą, zdołali obronić autonomię swojego szkolnictwa w ramach państwowego systemu edukacji, umożliwiono połączenie służby wojskowej i nauki Tory w ramach powstałej w latach 60. sieci jesziw hesder. W latach 70. pod prawie dwudziestu latach starań, głównie za sprawą Moszego Szapiry z Mafdalu, wprowadzono zasadę rozstrzygania o żydowskości. Opiera się ona na halachicznej zasadzie, iż Żydem jest osoba, której matką byłą Żydówka. Zasada ta została wpisana do Prawa Powrotu, określającego kto może dokonać aliji do Izraela. Zrównało to religijny i narodowy charakter żydowskości.

### Rabin Cwi Jehuda Kuk
Rabin Cwi Jehuda Kuk przybył wraz z ojcem do Palestyny w 1904 roku. Po śmierci Awrahama Kuka pełnił rolę rosz jesziwy w Merkaz ha-Raw. Jego pozycja wzrosła po wojnie sześciodniowej i wojnie Jom Kipur, kiedy rodził się Gusz Emunim, a jego trzon tworzyli uczniowie rabina. Według Hellingera młodszy Kuk nie był tak wybitnym teologiem jak jego ojciec, ale posiadał zdolność zaadaptowania nauk swojego ojca do wydarzeń społeczno-politycznych Izraela z przełomu lat 60. i 70 XX wieku. Cwi Jehuda postrzegał historię jako proces deterministyczny, w którym wszystko doprowadziło do odrodzenia się kolektywistycznego życia Żydów w Ziemi Izraela, a ona sama ma być podstawą odkupienia. Wojnę sześciodniową przedstawił jako wydarzenie kończące zbawczy okres zapoczątkowany przez Holokaust. Powstanie Izraela było z kolei wydarzeniem politycznym i duchowym. Kończyło wygnanie kojarzone z wojnami i ludobójstwami. Państwo miało być ucieleśnieniem nie małostkowej polityki, ale halachicznych praw, na których ma opierać się polityka państwowa. Młodszy Kuk nie akceptował zachodnich wartości, nie dających się pogodzić z żydowską tradycją. Uważał państwo, Torę i Boga za jedność, dlatego w jego naukach nie istniał rozdział państwa od religii, a polityka miała również duchowe znaczenie. Osadnictwo postrzegał jako wypełnianie bożego przykazania, które zobowiązywało Żydów do wyzwalania i zasiedlania ziemi obiecanej. Dlatego też sprzeciwiał się oddawaniu jakiejkolwiek części państwa zdobytej w wojnie sześciodniowej państwom arabskim postrzeganym jako najeźdźcy. Ziemia miała charakter święty, a ze świętości Żydzi nie mogą zrezygnować. Kuk nie rozgraniczał także wojny i Tory. Uważał, że wojna w obronie granic czy w celu wyzwolenia terytorium jest uzasadniona i wynika z praw Tory. Są one wręcz obowiązkiem, ponieważ najważniejsza jest obrona życia. Wojna stanowiła przedłużenie odkupienia. Wszystko, co było zatem powiązane z tymi aspektami zyskiwało w naukach Cwi Jehudy Kuka status świętego. Kuk uważał za oczywiste, że państwo w Ziemi Izraela powstanie poprzez wojnę. Nauczał, że Tora, wojna i osadnictwo tworzą niezniszczalny trójkąt.

### Po roku 1977 i zwycięstwie Likudu

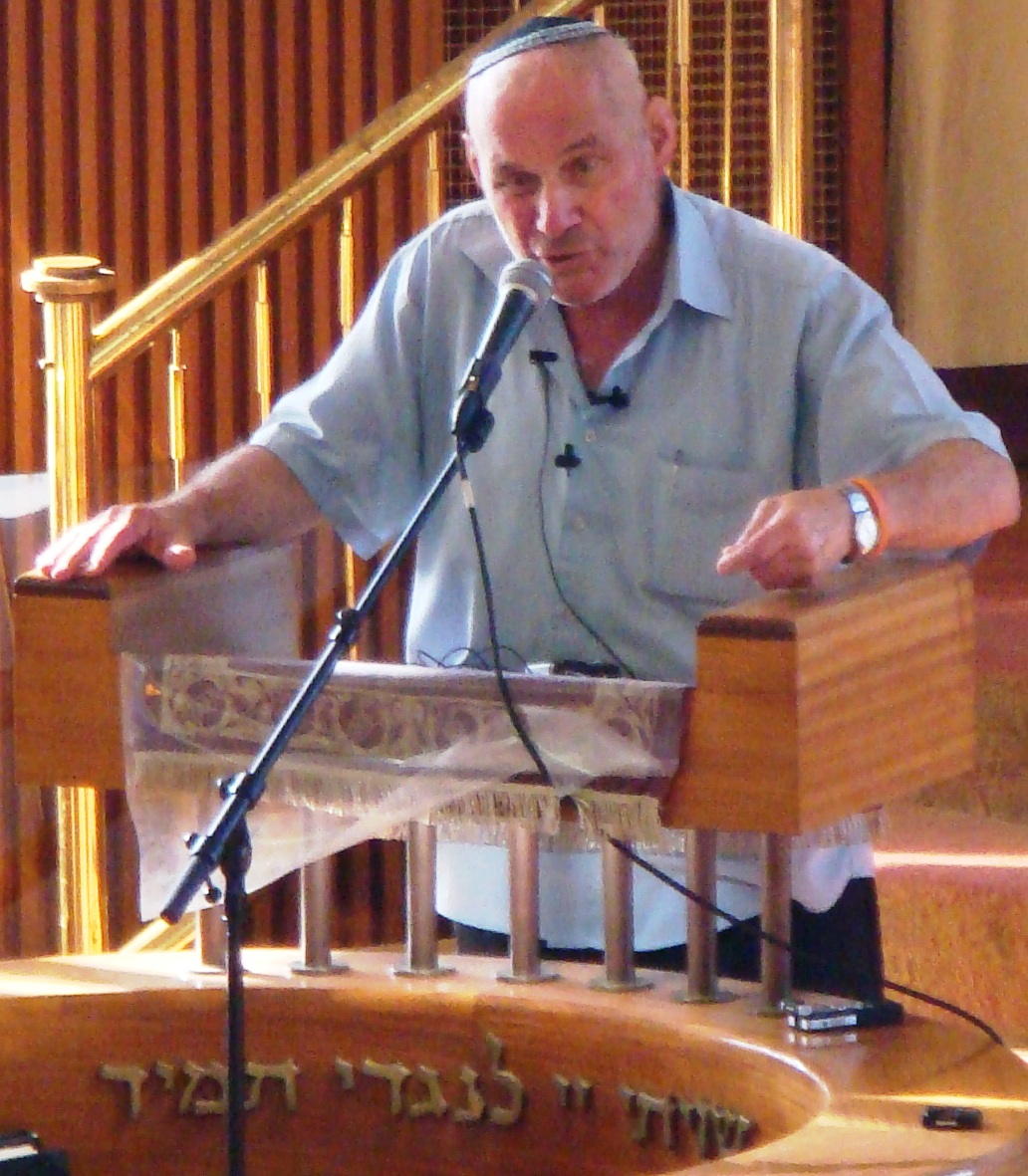
Chanan Porat w Elon Szwut w 2010 rok

Po wojnie sześciodniowej w Mafdalu zaczęły zdobywać wpływy środowiska związane z Gusz Emunim, tzw. „młoda gwardia” pod przewodnictwem Zewulona Hamera, wspierana przez Chanana Porata czy rabina Chajjima Drukmana. Rozpoczęła ona proces transformacji partii w kierunku zdecydowanie prawicowym, jastrzębim i osadniczym. Dodatkowo tendencja ta wzmocniła się po 1977 roku, kiedy wybory wygrał Likud. Obawa przed świeckimi rządami lewicy już nie spajała środowiska narodowo-religijnego. Konserwatyzm nowego koalicjanta sprawił, że nowy, młody elektorat religijnego syjonizmu potrzebował nowego czynnika spajającego środowisko. Stało się nim osadnictwo w Judei i Samarii. Do końcówki lat 70. XX wieku Narodowa Partia Religijna była partią sektorową, to znaczy, że reprezentowała obóz religijnosyjonistyczny, jego przedstawiciele głosowali głównie na nią oraz nie miała żadnej alternatywy na scenie politycznej. Dopiero proces pokojowy z Egiptem i porozumienie pokojowe z Camp David w 1978 roku zmieniły sytuację. Wówczas to, w proteście wobec oddania Półwyspu Synaj, powstała Techijja pod przewodnictwem Ge’uli Kohen. Wysuwała ona radykalne postulaty zasiedlenia wszystkich zdobytych terenów, jednak rozczarowała wielu radykalnych religijnych syjonistów zbyt mało religijnymi postulatami. Sprzeciw wobec wycofania osiedli żydowskich z Synaju wyraził Cwi Jehuda Kuk oraz Gusz Emunim. Wybory z 1981 roku osłabiły pozycję Mafdalu. Obok Techijji głosy Narodowej Partii Religijnej odebrała Kach i Tami. Od tego czasu zaczęły się pojawiać kolejne partie, które chciały być alternatywą dla Mafdalu. Wśród nich były: Moledet, Macad, Morasza, czy Comet. Nie wszystkie były powiązane bezpośrednio z religijnym syjonizmem, ale wśród ich wyborców było wielu Żydów narodowo-religijnych. Również Likud zaczął stanowić alternatywę dla partii narodowo-religijnych. Symbolem radykalizacji religijnych syjonistów była działalność Me’ira Kahanego. Jego znaczenie było niewielkie, ale w wyborach w 1984 roku dostał się jako jedyny reprezentant swojej partii do Knesetu. Był to jednak czas, w którym Kahane wprowadził szowinizm, ekstremizm narodowo-religijny do dyskursu publicznego. Lata 80. to okres radykalizacji Mafdalu i umocnienia wpływów Gusz Emunim w celu odzyskania utraconego na rzecz mniejszych ugrupowań elektoratu. Podziały doprowadziły do rozbicia środowiska na kilka partii, co z jednej strony powiększyło liczbą partii religijnosyjonistycznych, ale z drugiej, osłabiło ich reprezentację w Knesecie. Kolejnym przejawem radykalizacji środowisk narodowo-religijnych było tzw. „żydowskie podziemie”, które dokonywało ataków na Palestyńczyków lub ataków odwetowych za napady na osiedla. Najbardziej znanym działaczem podziemia był Jehuda Ecijon, który planował wysadzić w powietrze Kopułę na Skale. Działania podziemia były jednak krytykowane przez najbardziej znanych rabinów narodowo-religijnych, a w 1984 roku Szabak (Służba Bezpieczeństwa Wewnętrznego Izraela) dokonała aresztowań członków podziemia, co doprowadziło do jego rozbicia.

### Od porozumień z Oslo do Żydowskiego Domu

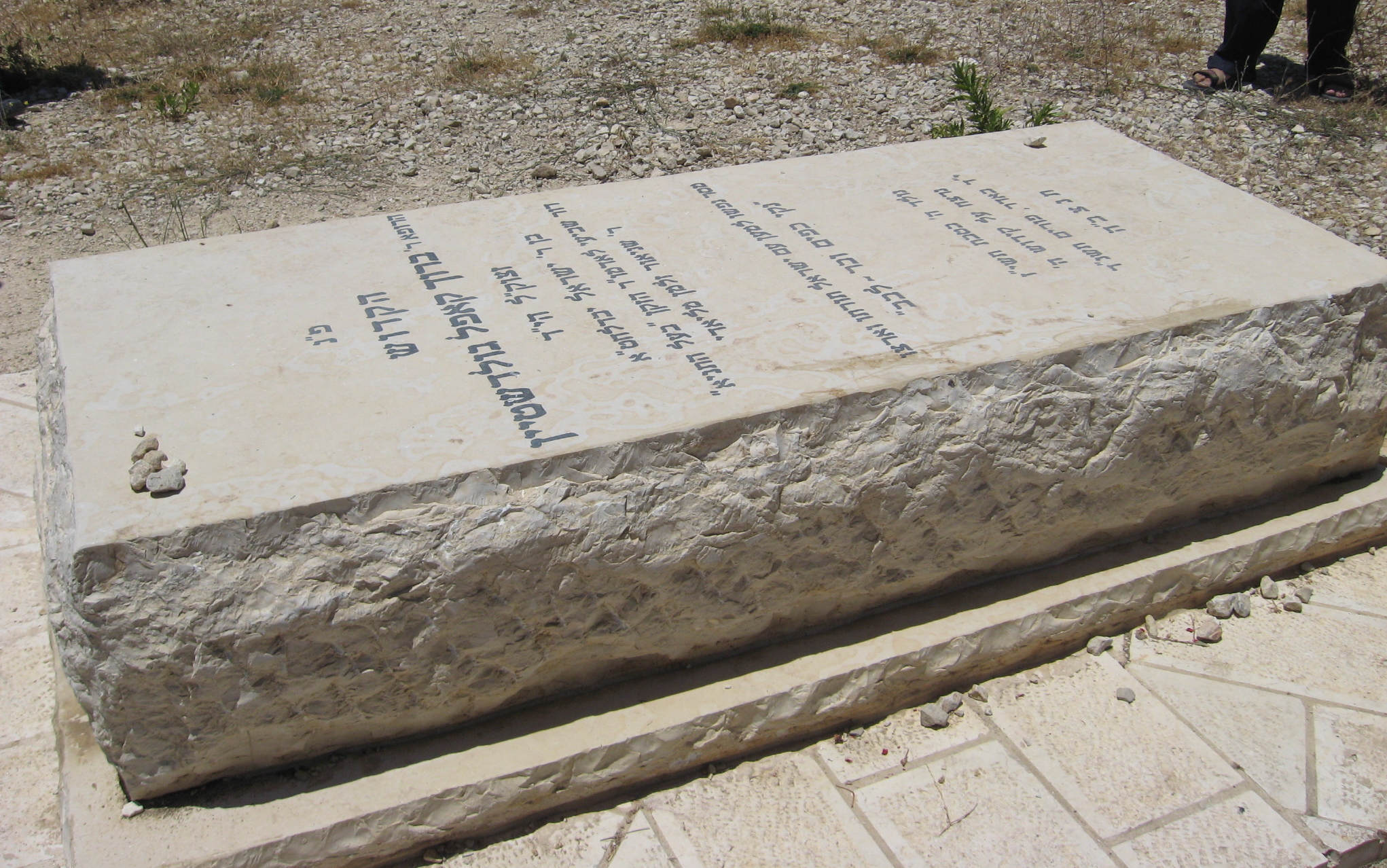
Nagrobek Barucha Goldsteina w Kirjat Arba

W pierwszej połowie lat 90. XX wieku doszło do podpisania porozumień pokojowych z Oslo. Spotkały się one z protestami prawicy i religijnej prawicy. Środowiska narodowo-religijne przyłączyły się do kampanii wymierzonej w premiera Icchaka Rabina. Rada Jesza, działacze osadniczy i polityczni zaangażowali się w działalność propagandową na rzecz osadnictwa i nieuznawania palestyńskiej autonomii w Strefie Gazy i na Zachodnim Brzegu. Wśród nich był Uri Ari’el, późniejszy minister z ramienia Żydowskiego Domu, czy Baruch Marzel. Kampania wymierzona w Rabina skończyła się jego zabiciem przez Jigala Amira 4 listopada 1995 roku. Związki zabójcy ze środowiskami narodowo-religijnymi sprawiły, że religijni syjoniści zostali objęci społecznym ostracyzmem. Uznano to środowisko za zradykalizowane. Dodatkowo, cień na religijny syjonizm rzuciła wcześniej masakra 29 Palestyńczyków w Grocie Patriarchów w Hebronie, której dokonał Baruch Goldstein. Krytyka społeczna sprawiła, że najbardziej radykalne środowiska – chardalim – zaczęły się konsolidować wokół różnych małych partii i radykalnych postulatów. Pod koniec lat 90. XX wieku narodziły się radykalne partie, takie jak Unia Narodowa i Herut – Ruch Narodowy. Mimo że nie były one typowo związane z religijnym syjonizmem, to swymi programami przyciągały Żydów narodowo-religijnych. W 1998 roku powstała Tekuma z inicjatywy m.in. Chanana Porata. Lata dwutysięczne to okres słabnięcia wpływów religijnego syjonizmu i nieudanych prób zjednoczenia środowiska. W 2005 roku Ariel Szaron przeprowadził wycofanie ze Strefy Gazy i Północnej Samarii. Nieudane wysiłki środowisk narodowo-religijnych na rzecz powstrzymania wycofania sprawiły, że wielu religijnych syjonistów straciło wiarę w swoje możliwości oraz przekonało się, że osadnictwo i wysiłki w nie włożone nie miały tak silnego poparcia społecznego, jak myśleli. Część rabinów nawoływała do aktów obywatelskiego nieposłuszeństwa i oporu wobec armii i policji, które przeprowadzały ewakuację. Inni, jak rabin Cwi Tau czy Awraham Szapira, uważali, że należy skupić się na działalności edukacyjnej wśród społeczeństwa, ponieważ nie było ono odpowiednio przygotowane do poparcia osadnictwa. W tym czasie Mafdal tracił elektorat na rzecz Unii Narodowej, Szasu, a przede wszystkim Likudu, który jawił się jako partia mogąca realizować postulaty narodowo-religijne. W wyborach w 2006 roku pierwszy raz w historii Narodowa Partia Religijna nie wystartowała samodzielnie do Knesetu, lecz na wspólnej liście z Unią Narodową.

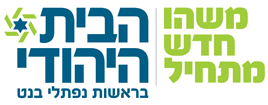
Logo Żydowskiego Domu w czasach przewodnictwa Naftalego Bennetta

W 2008 roku podjęto wysiłki, żeby skupić Moledet, Tekumę, Ha-Tikwę, Achi i Mafdal w jednej partii. Jednak koalicja nie wytrzymała do wyborów. Moledet, Tekuma oraz Erec Jisra’el Szelanu startowały z listy z Unią Narodową. Mimo to, w wyborach w 2009 roku Mafdal wystartował pod nową nazwą – Żydowski Dom i otrzymała 3 mandaty. W trakcie kadencji 18. Knesetu religijni syjoniści skupiali się wokół Likudu, w którym Mosze Feiglin stworzył stronnictwo dla tego środowiska. Przyczyniło się to do wejścia w struktury partii wielu osadników. Zjednoczenie religijnego syjonizmu udało się dopiero Naftalemu Bennetowi, który został w 2012 roku wybrany na przewodniczącego Żydowskiego Domu. Wprowadził on na listy obok zasłużonych działaczy nowe twarze, zawarł porozumienie z Unią Narodową i Tekumą. Bennett otworzył partię na mniej ortodoksyjne środowiska oraz na wyborców utożsamiających się ze świecką prawicą. Obok osadnictwa w programie pojawiły się kwestie bezpieczeństwa i postulaty wolnorynkowe. Przyczyniło się to do zdobycia 12 mandatów w wyborach w 2013 roku.

## Podziały socjopolityczne
Społeczność narodowo-religijna nie jest grupą homogeniczną. Poniżej zostaną przedstawione koncepcje podziałów tej grupy.
Mosze Hellinger i Josi Londin w swoich badaniach podzielili religijnych syjonistów ze względu na czynniki socjalno-polityczne. Na tej podstawie można mówić o:
- Chardalim – grupa, na którą wpływ miały nauki rabina Cwi Jehudy Kuka oraz jesziwy Merkaz ha-Raw. Reprezentanci chardalu charakteryzują się zewnętrznym wyglądem podobnym do ultraortodoksów, z kolei politycznie są skrajnymi nacjonalistami o postawach antyliberalnych. Wroga jest im kultura Zachodu jako reprezentantka świeckości, materializmu, indywidualizmu i zepsucia. Chardalim przekonani są o wyjątkowości Żydów, świętości Ziemi Izraela oraz potrzebie osadnictwa w celu przyspieszenia odkupienia. Akceptuje się tu tzw. da'at Tora, czyli wpływ autorytetu rabinicznego nie tylko na życie religijne, ale także publiczne, kulturalne czy polityczne. Społeczność ta nie wysuwa postulatów ekonomicznych, ponieważ nie uważa gospodarki, pieniędzy i ekonomii za czynniki istotne dla Izraela. Chardalim są bliżsi prawicowym neoliberałom, a nawet libertarianom. Swoje funkcjonowanie w sferach socjalnych opierają na sieciach i organizacjach samopomocowych.
- Umiarkowani nacjonaliści/Toranim – grupa łącząca religijność z życiem świeckim. Pojawia się tu przekonanie o potrzebie wykreowania trzeciej drogi, którą można nazwać  „żydowską trzecią drogą”. Łączyć miała by ona kapitalizm z naukami Tory oraz etyką, coś na wzór społecznego kapitalizmu. Są też nurty podobne do europejskiej socjaldemokracji. Państwo ma tutaj być skoncentrowane na procesie odkupienia, ale powinno dbać o sprawiedliwość, uczciwość i moralność. Postrzegają oni osadnictwo na Zachodnim Brzegu jako możliwość załagodzenia izraelskich problemów socjalnych, duchowych i moralnych.
- Neokonserwatyści – ludzie zakorzenieni w kulturze judaizmu, jednak odnoszą sukcesy w świeckim świecie. Z jednej strony kończą renomowane szkoły religijne, z drugiej znają kulturę Zachodu. W kwestiach polityczno-ekonomicznych blisko im do prawicy, w szczególności do Likudu. Grupa ta twierdzi, że judaizm jest religią dającą podstawy kapitalizmowi. Dobroczynność i filantropia są elementami moralności, edukacji, ale nie powinny być prawnie wiążące.
- Religijni liberałowie – mała grupa jednak wpływowa społecznie. Są to emigranci ze Stanów Zjednoczonych lub naukowcy, którzy przyjęli świeckie wartości i postawy, nie zawsze zgodne z judaizmem. Członkowie tej grupy są przeciwni radykalizmowi i separatyzmowi społecznemu, chcą otwarcia na potrzeby Palestyńczyków[65].

Jicchak Gajger przedstawił inny podział. Zauważył, że początkowo w ramach religijnego syjonizmu nie było podziałów. Dopiero powstanie państwa i różne wydarzenia w polityce krajowej doprowadziły do pojawiania się różnych nurtów. Służba wojskowa, system edukacji, modernizacja i rozwój zrodziły różne postawy i nurty:
- Narodowo-religijni – jedna z głównych grup religijnego syjonizmu. Nie są restrykcyjnie pod względem religijności, ale swoje dzieci wysyłają do narodowo-religijnych jesziw.
- Współczesna ortodoksja – druga znacząca grupa w religijnym syjonizmie. Grupa ta stara się pogodzić halachę ze współczesnością, jednak stara się przestrzegać szczegółowo przykazań i praw religijnych. Nie są zwolennikami linii politycznej Merkaz ha-Raw. Partycypują w świecie akademickim oraz ważny jest dla nich kontakt ze świecką częścią społeczeństwa.
- Toranijim-leumijim – w ostatnich latach trzecia wpływowa grupa. Nie nazywają się chardalami, ponieważ uważają, że to określenie zostało wymyślone przez świeckie otoczeniu w celu stygmatyzacji. Państwo i rząd uważane są za istotne i potrzebne narodowi. Starają się przestrzegać przykazań religijnych, w szczególności tych, związanych z państwem i Ziemią Izraela.
- Chardalim – po 2005 roku, kiedy Szaron dokonał wycofania ze Strefy Gazy i Północnej Samarii odwrócili się od państwa, a niektóre grupy przestały brać udział w życiu politycznym. Skupieni są na osadnictwie, koncepcji Wielkiego Izraela, a politycznie popierają głównie prawicę.
- Sefardyjczycy – przejęli od aszkenazyjskiej ortodoksji styl edukacji i ubierania się. Czują jednak niedostateczne zaangażowanie się państwa w sprawy kulturalne Żydów państw arabskich i Północnej Afryki, a także dostrzegają bark zaangażowania się w pomoc Żydom, którzy jeszcze mieszkają w tych regionach.
- Datijim lajt – podchodzą do kwestii religijnych, prawa i przykazań wybiórczo. Sami określają, co do nich pasuje, a co nie. Mimo to uważają się za część społeczności religijnej.
- New Age – grupy, które przejęły z wierzeń Dalekiego Wschodu sposób przeżywania religijności. Zalicza się do nich Chasydów z Bracławia.
- Wspólnotowcy – grupa, która nie jest specjalnie religijna, jednak bycie w społeczności narodowo-religijnej postrzega za wygodne dla siebie. Są to mieszkańcy niegdysiejszych religijnych kibuców[66].

## Wyniki wybranych partii

### Liczba mandatów Narodowej Partii Religijnej
Źródło: National Religious Party, Israel Democracy Institute, dostęp: 17.08.2019.

### Liczba mandatów Żydowskiego Domu
Źródło: The Jewish Home, Israel Democracy Institute, dostęp: 17.08.2019.

### Liczba mandatów Moledet
Źródło: Moledet, Israel Democracy Institute, dostęp: 17.08.2019.

### Liczba mandatów Unii Narodowej
Źródło: National Union, Israel Democracy Institute, dostęp: 17.08.2019.
* W 2003 roku wspólna lista z Jisra’el Beitenu.
** W 2006 roku wspólna lista z Mafdalem